# První vláda Janeze Drnovšeka
První vláda Janeze Drnovšeka fungovala ve Slovinsku v období od 14. května 1992 do 25. ledna 1993.

## Koalice
- Liberalna demokracija Slovenije (LDS)
- Slovenska demokratska stranka (SDS)
- Združena lista socialnih demokratov (ZLSD)
- Zeleni Slovenije
- Demokratska stranka Slovenije
- Socialistična stranka Slovenije (SSS)

## Složení

### Předseda
- Janez Drnovšek

### Místopředsedové
- dr. Jože Pučnik
- mag. Herman Rigelnik
- mag. Viktor Žakelj

### Ministři
- mag. Franc Avberšek – ministr energetiky (od 14. května 1992 do 25. ledna 1993)
- Igor Bavčar – ministr vnitra (od 14. května 1992 do 25. ledna 1993)
- dr. Slavko Gaber – ministr školství a sportu (od 14. května 1992 do 25. ledna 1993)
- Mitja Gaspari – ministr financí (od 10. června 1992 do 25. ledna 1993)
- Alojz Janko – ministr pro legislativu (od 14. května 1992 do 25. ledna 1993)
- Janez Janša – ministr obrany (od 14. května 1992 do 25. ledna 1993)
- Miha Jazbinšek – ministr životního prostředí a plánování (od 14. května 1992 do 25. ledna 1993)
- Jožef Jeraj – ministr obchodu (od 14. května 1992 do 23. září 1992)
- Jelko Kacin – ministr informací (od 14. května 1992 do 25. ledna 1993)
- Janez Kopač – ministr financí (od 14. května 1992 do 10. červen 1992)
- Miha Kozinc – ministr spravedlnosti a správy (od 14. května 1992 do 25. ledna 1993)
- dr. Davorin Kračun – ministr plánování (od 14. května 1992 do 25. ledna 1993)
- Marjan Krajnc – ministr dopravy a komunikací (od 14. května 1992 do 25. ledna 1993)
- Ana Osterman – ministryně pro záležitosti veteránů a válečných invalidů (od 14. května 1992 do 25. ledna 1993)
- mag. Jože Protner – ministr zemědělství, lesnictví a potravinářství (od 14. května 1992 do 25. ledna 1993)
- dr. Janko Prunk – ministr pro záležitosti zahraničních Slovinců a národností ve Slovinsku (od 14. května 1992 do 25. ledna 1993)
- Jožefa Puhar – ministryně práce (od 14. května 1992 do 25. ledna 1993)
- dr. Dimitrij Rupel – ministr zahraničních věcí (od 14. května 1992 do 25. ledna 1993)
- mag. Janez Sirše – ministr cestovního ruchu a pohostinství (od 14. května 1992 do 25. ledna 1993)
- Dušan Šešok – ministr průmyslu a výstavby (od 14. května 1992 do 25. ledna 1993)
- Borut Šuklje – ministr kultury (od 14. května 1992 do 25. ledna 1993)
- dr. Maks Tajnikar – ministr drobného hospodářství (od 14. května 1992 do 25. ledna 1993)
- dr. Peter Tancig – ministr věd a technologií (od 14. května 1992 do 25. ledna 1993)
- Davorin Valentinčič – ministr obchodu (od 23. září 1992 do 25. ledna 1993)
- dr. Božidar Voljč – ministr zdravotnictví, rodiny a sociálních věcí (od 14. května 1992 do 25. ledna 1993)